# 小坂俊史
小坂 俊史（こさか しゅんじ、1974年5月8日 - ）は日本の漫画家。山口県下関市出身。山口県立下関西高等学校、広島大学文学部卒業。

## 来歴
応募作「せんせいになれません」が1997年10月の準月間賞として、第4回竹書房漫画新人賞にノミネートとともに1997年12月18日『ウルトラ4コマ'98』に掲載されデビューするも選外に終わる。その後、竹書房や芳文社などの雑誌で作品を発表。
デビュー後、広島から上京した後東京都内を転々とし、2000年頃東京都中野区に落ち着く。2008年からは中野区を含む中央線沿いに生きる女性たちを情緒的に描く「中央モノローグ線」を上梓。出版から3年半越しに重版が決まるなど息の長いロングヒットとなった。さらに2009年7月に岩手県遠野市へ転居し、その経験を生かしてモノローグシリーズの続編となる「遠野モノがたり」を連載。2011年10月に東京都へ戻り、杉並区高円寺に移る。
デビュー以来長らく4コマ漫画で作品を発表していたが、2013年以降は非4コマ系のショートストーリー漫画に進出するようになった。
2015年5月6日に同じ漫画家の王嶋環と入籍。王嶋との結婚生活をモデルに描いた「新婚よそじのメシ事情」第1巻は重版となった。

## 作風
作風は2000年代以降に流行した緩いネタの萌え路線ものとは対極にあり、伝統的なギャグ4コマ漫画の路線を受け継いでいる作家の代表格といえる。親しみやすい絵柄と切れ味の鋭いギャグで締めくくるオチが売りで、漫画だけでなく、題名や単行本の表紙などにも多くのギャグをちりばめている。また、「せんせいになれません」以外は下ネタの割合をかなり低くしている。「サークルコレクション」や「ひがわり娘」で、関西人でもない登場人物のツッコミや悪態のセリフが関西弁になることがある。
主要登場人物は多少非常識であったり、そこから来る天然的な個性を持つ者が多いが、多くは現実の範囲内におさまっており、基本的に不愉快なギャグをするキャラクターもいない。
ほとんどの作品に「せんせいになれません」の桃山、「やまいだれ」の流しのナースのように最終ページの右部分の4コマなど毎回同位置にだけ登場するキャラクターが存在する。例外として「オフィスのざしきわらし」の場合は逆に、同位置で各話限りのキャラクターが登場する。また、ほぼ全てのキャラの顔は下膨れになっている。作内での感嘆符(!)は写植・手書きの台詞問わずどの作品も「!!」のように2個使用している(後述の重野なおきも同様)。ただし、デビュー当時は1個使用だった。
まんがタイムオリジナル、まんがくらぶ、まんがライフオリジナル、まんがくらぶオリジナルの4誌はいずれも10年以上連載を続けており掲載誌は休載を挟まず長年にわたり連載を続けている雑誌が多い。作品自体が終了してもその翌月には新たに同じ雑誌で新連載をするなど、作品への意欲がとても強いといえる。ただし、2018年〜2019年6月の間は4コマ漫画の定期連載がなく、掲載作品が全てショートストーリー漫画だった時期がある。
8ページのショートストーリー漫画を描く際も4コマ漫画の経験則に基づいて構成しており、偶数ページの最初のコマをつなぐと4コマになるというイメージだという。
先述の通り伝統的なギャグ4コマ作家としてデビューしたが、「中央モノローグ線」以降は叙情的な文学性の高い4コマを得意とするようになる。「新婚よそじのメシ事情」など、実体験に基づくエッセイ的な4コマも多い。

## 人物
重野なおき・みずしな孝之・神奈川のりこら4コマ漫画家と親交があり、特に、重野なおきは共同で同人誌サークル「ジャポニカ自由帳」を結成、共著で作品集を出すなど、親交が深い。また、森繁拓真は大学の後輩で原稿の手伝いをしてもらっていたこともある。
尊敬する漫画家はいしいひさいち。キャラクターよりも構成だけで上手に魅せる点に憧れているといい、好きな単行本には『スクラップスチック』をあげている。そのいしいからも、自著にて植田まさしに並び注目している作家として挙げられている。小坂の最長連載作『せんせいになれません』最終11巻においては互いに4コマを描き合うコラボ作品が掲載された。
アダ名は「王子」。デビュー直後から次代の4コマ誌の中心を担うだろうと周囲から期待されていたために「4コマ王子」とみずしなが作中で呼んだのが発端。本人はいやがっているらしい。
野球チームでは、千葉ロッテマリーンズと広島東洋カープのファン。ハンドボールも好きらしく、ワクナガレオリックのファン。
鉄道ファンで、特に無人駅が好き。鉄道車両に関してはほとんど興味ない。2006年4月には、廃線間際のちほく高原鉄道にて『鉄子の旅』監修者である横見浩彦と遭遇した。それが縁となり、『まんがライフMOMO』2008年10月号・11月号掲載の「わびれもの」に横見浩彦をゲストに迎え、小和田駅を始めとする飯田線の秘境駅各駅を訪問した。
岩手県遠野市に移住していたことから、遠野被災地支援ボランティアネットワーク「遠野まごころネット」に活動支援金の寄付等を行っている。
酒豪または飲ん兵衛が目立つキャラクターが印象的だが、本人は酒が飲めない体質。また、極度の人見知り。

## 作品リスト
記事のある作品については、書誌情報の詳細は作品記事を参照。

### 連載中
- まどいのよそじ -惑いの四十路-（2013年 - ビッグコミックオリジナル増刊/小学館）
  - 単行本 既刊2巻（ビッグコミックススペシャル/小学館）
    1. 2016年2月29日発売[11]、ISBN 978-4-09-187573-0
    2. 2019年2月28日発売[12]、ISBN 978-4-09-860261-2
- よそじとふたごのメシ事情（2021年 - まんがライフオリジナル/竹書房）
  - 単行本 既刊2巻（バンブーコミックス/竹書房）
    1. 2023年4月17日発売[13][14]、ISBN 978-4-8019-8013-6
    2. 2024年11月25日発売[15]、ISBN 978-4-8019-8486-8
- 駅はあるうちに行け（2024年[16] - まんがライフWIN/竹書房）

### 連載終了
- せんせいになれません（1997年 - 2018年 まんがくらぶ/竹書房）
  - 単行本 全11巻完結（バンブーコミックス/竹書房）
- うるぐす共和国（1998年 - 1999年 月刊スポコミ/竹書房）[17]
- ガクランコンビナート（1998年　まんがライフオリジナル、ライオリ増刊/竹書房）[17]
- はじめてのかいしゃ（1998年 - 1999年　フリテンくん増刊/竹書房）[17]
- 月刊フリップ編集日誌（1999年 - 2002年 まんがくらぶオリジナル/竹書房）
  - 単行本 全2巻完結（バンブーコミックス/竹書房）
- サークルコレクション（1999年 - 2003年 まんがライフオリジナル/竹書房）
  - 単行本 全2巻完結（バンブーコミックス/竹書房）
- ひがわり娘（1999年 - 2006年 まんがタイムオリジナル、まんがタイムダッシュ!/芳文社）
  - 単行本 全5巻完結（まんがタイムコミックス/芳文社）
- サイダースファンクラブ（1999年 - 2007年 まんがライフMOMO/竹書房[18]）
  - 単行本 全2巻完結（バンブーコミックス/竹書房）
- とびだせ漂流家族（2001年 - 2003年 まんがライフ/竹書房）
  - 単行本 全1巻完結（バンブーコミックス/竹書房）
- 空ぶり魂（2002年 - 2004年 ビッグコミック増刊号/小学館）
- ハルコビヨリ（2002年 - 2008年 まんがくらぶオリジナル、まんがライフオリジナル/竹書房[19]）
  - 単行本 全4巻完結（バンブーコミックス/竹書房）
- サトの校舎（2003年　まんがライフ/竹書房）[17]
- 妖刀狗肉丸（2004年　新時代劇コミック疾風）[17]
- れんげヌードルライフ（2004年 - 2009年 ビッグコミック増刊号/小学館、2013年 まんがライフMOMO/竹書房）
  - 単行本 全1巻完結（バンブーコミックス/竹書房）
2013年6月17日発売[20]、ISBN 978-4-8124-8302-2
- 東京ぐらしはじめました（2005年 本当にあった愉快な話増刊/竹書房）[17]
- やまいだれ（2005年 - 2009年 まんがくらぶオリジナル/竹書房）
  - 単行本 全2巻完結（バンブーコミックス/竹書房）
- 幼稚の園（2006年 - 2008年 まんがタイムオリジナル/芳文社）
  - 単行本 全1巻完結（まんがタイムコミックス/芳文社/2008年7月22日初刷発行（2008年7月7日発売））
ISBN 978-4-8322-6653-7 ※絶版
- 中央モノローグ線（2008年 - 2009年 まんがライフオリジナル/竹書房）
  - 単行本 全1巻完結（バンブーコミックス/竹書房）
- ささきまみれ（2008年 - 2009年 まんがタイムオリジナル/芳文社）
- わびれもの（2007年 - 2010年 まんがライフMOMO/竹書房）
  - 単行本 全1巻完結（バンブーコミックス/竹書房）
- 遠野モノがたり（2009年 - 2011年 まんがライフオリジナル/竹書房）
  - 単行本 全1巻完結（バンブーコミックス/竹書房）
- オフィスのざしきわらし（2009年 - 2011年 まんがくらぶオリジナル/竹書房）
  - 単行本 全1巻完結（バンブーコミックス/竹書房/2011年11月10日初刷発行（2011年10月27日発売）、ISBN 978-4-8124-7678-9）
- 球場のシンデレラ（2010年 - 2011年 まんがタイムオリジナル/芳文社）
  - 単行本 全1巻完結（まんがタイムコミックス/芳文社/2011年10月22日初刷発行（2011年10月7日発売）、ISBN 978-4-8322-5011-6）
- わびれものゴージャス（2010年 - 2013年 まんがライフMOMO/竹書房）
  - 単行本 全1巻完結（バンブーコミックス/竹書房）
- モノローグジェネレーション（2011年 - 2013年 まんがライフオリジナル/竹書房）
  - 単行本 全1巻完結（バンブーコミックス/竹書房）
- ラジ娘のひみつ（2011年 - 2014年 まんがくらぶオリジナル/竹書房）
  - 単行本 全2巻完結（バンブーコミックス/竹書房）
    1. 2013年7月17日発売[21]、ISBN 978-4-8124-8345-9
    2. 2015年1月27日発売[22]、ISBN 978-4-8019-5079-5

ラジ娘のニュース（2013年 - 2014年 まんがライフ/竹書房）※目次横4コマ漫画
- おかん（2011年 - 2016年 まんがタイムオリジナル/芳文社）
- 月刊すてきな終活（2013年 - 2014年 まんがライフオリジナル/竹書房）
  - 単行本 全1巻完結（バンブーコミックス/竹書房/2014年11月27日発売[23]、ISBN 978-4-8019-5033-7）
- これでおわりです。（2013年 - 2016年 まんがライフSTORIA/竹書房）
  - 単行本 全1巻完結（バンブーコミックス/竹書房/2016年2月29日発売[24]、ISBN 978-4-8019-5466-3）
- 新婚よそじのメシ事情（2015年 - 2021年 まんがライフオリジナル/竹書房）
  - 単行本 全3巻完結（バンブーコミックス/竹書房）
    1. 2017年11月22日発売[25]、ISBN 978-4-8019-6111-1
    2. 2019年5月7日発売[26]、ISBN 978-4-8019-6607-9
    3. 2021年4月27日発売[27]、ISBN 978-4-8019-7272-8
- ゆとりの町長（2016年 - 2018年 まんがタイムオリジナル/芳文社）
  - 単行本 全1巻完結（まんがタイムコミックス/芳文社/2018年8月7日発売[28]、ISBN 978-4-8322-5709-2）
- となりのレトロガール（2018年 - 2019年 まんがタイム/芳文社）
  - 単行本 全1巻完結（同人誌での発行/ジャポニカ自由帳/2019年11月24日発行）
- モノローグ書店街（2019年 - 2021年 まんがライフWIN/竹書房）
  - 単行本 全1巻完結（バンブーコミックス/竹書房）
- 平日休みの堀出さん（2019年 - 2020年 まんがタウン/双葉社）
  - 単行本 全1巻完結（アクションコミックス/双葉社/2021年2月12日発売[29]、ISBN 978-4-575-94582-9）
- ルナナナ（2021年 - 2023年 まんがタウン/双葉社）
  - 単行本 全2巻（アクションコミックス/双葉社）
    1. 2022年12月12日発売[30]、ISBN 978-4-575-94614-7
    2. 2023年12月12日発売[31]、ISBN 978-4-575-94623-9

### 共著
- ふたりごと自由帳（重野なおき共著/まんがタイムコミックス/芳文社/2007年7月21日初刷発行（2007年7月6日発売）、ISBN 978-4-8322-6555-4）